# 降っても晴れても
「降っても晴れても」（ふってもはれても、"Come Rain or Come Shine"）は、ハロルド・アーレン作曲、ジョニー・マーサー作詞のポピュラーソング。この曲はミュージカル『セント・ルイス・ウーマン』のために書かれ、1946年に発表された。

## 概要
レコーディングは1946年に行われ、メンバーはサイ・オリヴァー（トミー・ドーシー楽団とともに）、ダイナ・ショア、ヘレン・フォレスト・アンド・ディック・ヘイムズ、マーガレット・ホワイティング。この曲は実際のところ発表後の期間中チャートに入らなかったが、それはスタンダードになった。
サイ・オリヴァー / トミー・ドーシーのヴァージョンは1946年1月31日に録音された。その録音はRCAレコードからカタログナンバー20-1819で発売された。
ダイナ・ショアのヴァージョンは1946年3月18日に録音された。その録音はコロムビア・レコードからカタログナンバー36971で発売された。 
ヘレン・フォレスト / ディック・ヘイムズのヴァージョンは1946年4月14日に録音された。その録音はデッカ・レコードからカタログナンバー23548で発売された。
マーガレット・ホワイティングのヴァージョンは1946年2月17日に録音された。その録音はキャピトル・レコードからカタログナンバー247で発売された。

## 1946年以後のレコーディング
ビリー・ホリデイは死の7年前に録音した。
サラ・ヴォーンはコロムビア用に1950年にジョージ・トレドウェル・アンド・ヒズ・オールスターズとともに録音した。トレドウェルはヴォーンの最初の夫であった。 
ジョー・スタッフォードはこの曲を2つの異なるアルバム用に録音した。コロムビア・レコードの録音は1952年1月27日に行われカタログナンバーCL 6238で発売、キャピトル・レコードの録音は1963年1月4日に行われ、『The Hits of Jo Stafford』と題されたLP（カタログナンバーST 1921）で発売された。
ジョージア・ギブスは1955年にあるヴァージョンを録音した。
クレア・オースチンはあるヴァージョンをアルバム『ウェン・ユア・ラヴァー・ハズ・ゴーン』にベツレヘム・レーベルで録音した（1956年）。
ジュディ・ガーランドは1956年3月3日にアルバム『Judy』のためにこの曲を録音、ネルソン・リドルのコンダクトで同年に発売された。それはまた彼女の伝説的コンサートアルバム『ジュディ・アット・カーネギー・ホール』にある。
レイ・チャールズはこの曲をアルバム『ザ・ジーニアス・オブ・レイ・チャールズ』（1959年11月）に録音した。このヴァージョンは1960年と1968年にチャートに入った。
ビル・エヴァンス・トリオはこの曲のジャズ・インストゥルメンタル・ヴァージョンを、1959年12月28日にLP『ポートレイト・イン・ジャズ』に収録するために録音した。また3つの異なるヴァージョンが死後に発売され、1960年初めに同じトリオで演奏した「Live at Birdland」のセッションを、あるラジオ放送局から録音した。
この曲は1959年のアート・ブレイキー・アンド・ジャズメッセンジャーズのアルバム『モーニン』にある。
アート・ペッパーはこの曲のインストゥルメンタル・ヴァージョンを1960年のアルバム『Intensity』のために録音した。
ジャック・ケルアックはこの曲を録音し、それは彼のリーディングと曲のセレクション・アルバム『Jack Kerouac Reads 'On the Road'』に見つけることが出来る。
エラ・フィッツジェラルドはヴァーヴの1961年の2枚組レコード『ハロルド・アーレン・ソングブック』 に彼女の演奏を収録した。
フランク・シナトラは1961年11月22日に、1962年のLP『シナトラ・アンド・ストリングス』に収録するためこの曲を録音した。それはリプリーズ・レコードからカタログナンバー27020で発売された。この録音はドン・コスタによるストリングスとホーンのアレンジで知られる。
ジャック・ジョーンズは1963年のアルバム『ワイヴス・アンド・ラヴァーズ』のためにこの曲を録音した。
ペトゥラ・クラークは1966年のアルバム『アイ・クドゥント・リヴ・ウィズアウト・ユア・ラヴ』のためにこの曲をカヴァーした。
ライザ・ミネリは3作目のA&Mレコードの1970年スタジオ・アルバム『ニュー・フィーリン』のためにこの曲を録音した。
ジョニー・マーサーは1974年のアルバム『マイ・ハックルベリー・フレンド』のためにこの曲を録音した。
バーブラ・ストライサンドは1979年のコンセプト・アルバム『ウェット』のためにこの曲をカヴァーした。2006年のコンサート『Streisand: Live in Concert 2006』ではライブで歌った。
ドクター・ジョンはソロ・インストゥルメンタル・テイクを1982年のアルバム『ザ・ブライテスト・スマイル・イン・タウン』のために録音した。
ダイアン・シューアはデイヴ・グルーシンとジョニー・マンデルによるアレンジのヴァージョンを、1986年のジャズ・スタンダード・アルバム『Timeless』のために録音した。このアルバムは「Best Jazz Vocal Performance, Female」のグラミーを受賞した。
ヘレン・メリルはジャズ・ベーシストのロン・カーターとのデュエット・ヴァージョンをエマーシー・レコードで1988年に発売されたアルバム『Duets』のために録音した。
ベット・ミドラーはあるヴァージョンを彼女の映画『フォー・ザ・ボーイズ』（1991年）のサウンドトラックのために録音した。
マイケル・クロフォードはこの曲を1991年のアルバム『ウィズ・ラヴ』に収録した。
フランク・シナトラはこの曲をアルバム『デュエッツ』のために1993年にグロリア・エステファンとともに再録音した。同年、ジョー・サンプルはこの曲の自身のヴァージョンをアルバム『インヴィテーション』で録音した。
サクソフォーン奏者デイヴィッド・サンボーンはこの曲を1995年のアルバム『Pearls』からカヴァーした。
ドン・ヘンリーはこの曲のあるヴァージョンを1995年の『リービング・ラスベガス』のサウンドトラックのために録音した。
ドクター・ジョン & ダイアン・リーヴスはあるヴァージョンをブルーノート・レコードの1999年の『ラスト・チャンスをあなたに』サウンドトラックのために録音した。
エリック・クラプトンは2000年12月6日に発売されたアルバム『ライディング・ウィズ・ザ・キング』のためにこの曲のあるヴァージョンをB.B.キングとともに録音した。
キャサリン・マクフィーはあるヴァージョンを『アメリカン・アイドル』のシーズン5で歌い、審査員から激賞の評価を与えられた。 
TARRIIIはビリー・ホリデイのヴァージョンのロマンチックなスタイルをはっきりさせて、レゲエ・ヴァージョンをンジョアとともに録音した。
マレーネ・ディートリヒにはあるヴァージョンがあり、そのなかで彼女は変化する歌のスポークン・ワードで歌詞を繰り返す。
イディナ・メンゼルは同様にこの曲を録音した。それはどのアルバムにもないが、映画『カーラの結婚宣言』のサウンドトラックからやがて出るという憶測があり、インターネットに流れた。
最近の映画で歌われたものには、『真夜中のサバナ』のアリソン・イーストウッドによるものがある。その映画はジョージア州サバナを舞台とし、サウンドトラックはサバナ出身のジョニー・マーサーに捧げられている。
ルーファス・ウェインライトのライヴ・レコーディングが2007年のアルバム『ルーファス・ダズ・ジュディ・アット・カーネギー・ホール』にある。
ダニー・ゴーキーはあるヴァージョンを『アメリカン・アイドル』のシーズン8で歌い、審査員に大絶賛を受けた。

## 楽曲の使用・引用
マーティン・スコセッシの1983年の映画『キング・オブ・コメディ』は、この曲のレイ・チャールズの録音をオープニングのクレジットのなかで取り上げている。映画の後のほうで、マーシャという登場人物（サンドラ・バーンハードが演じる）が誘拐されたジェリー・ラングフォード（ジェリー・ルイス）のために、彼が彼女のアパートで人質になっている時の「date」の間にこの曲を歌う。
カズオ・イシグロの連作短編集『夜想曲集』の一篇に「降っても晴れても」 (Come Rain or Come Shine) がある。サラ・ヴォーンの録音が物語のクライマックスで流れる。